# Anelsonia eurycarpa
Anelsonia eurycarpa – gatunek z rodziny kapustowatych (Brassicaceae). Reprezentuje monotypowy rodzaj Anelsonia. Występuje w zachodniej części Stanów Zjednoczonych w stanach: Kalifornia, Idaho, Montana i Nevada. Rośnie w górach na terenach skalistych na rzędnych 1600–4000 m n.p.m.
Nazwa rodzaju upamiętnia botanika Avena Nelsona (1859–1952).

## Morfologia

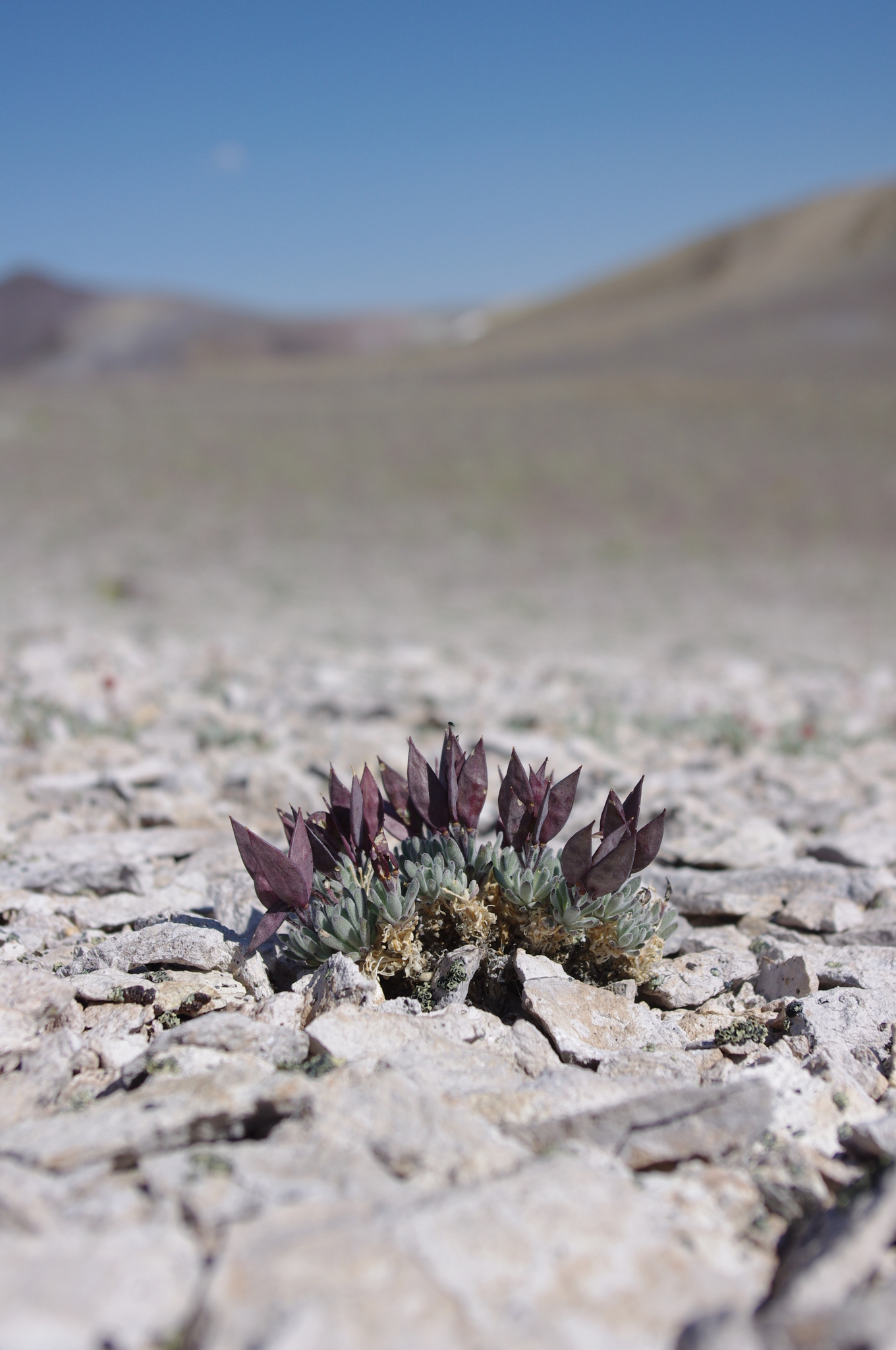

PokrójBylina z głębokim, tęgim korzeniem palowym, na powierzchni z gęstą rozetą liści i licznymi, bezlistnymi i nierozgałęzionymi łodygami osiągającymi do 4 cm wysokości. Rośliny mniej lub bardziej owłosione. Włoski miękkie, rozwidlone widlasto, drzewkowato lub gwiazdkowate.
LiścieTylko odziomkowe, ogonkowe, o blaszce wąskołopatkowatej, całobrzegie. Nasady liści są trwałe i gęsto skupione wokół szyi korzeniowej.
KwiatyZebrane po kilka w grona niewydłużające się w czasie owocowania. Szypułki kwiatowe osiągają 4–15 mm długości i są szczeciniasto owłosione. Działki kielicha są fioletowe, osiągają do 2 mm długości i szybko odpadają. Płatki korony są nieco tylko dłuższe od działek, białe do fioletowych. Pręcików jest 6, czterosilnych. Zalążnia jest górna z 10–18 zalążkami, zwieńczona krótką szyjką słupka z drobnym, całobrzegim znamieniem.
OwoceŁuszczynki jajowate do lancetowatych, spłaszczone, wzniesione. Osiągają długość do 3 cm, szerokość do 0,9 cm, na końcach są zaostrzone. Klapy łuszczynek są fioletowo zabarwione, często sino nabiegłe.

## Systematyka
Pozycja systematyczna
Gatunek i rodzaj z rodziny kapustowatych (Brassicaceae), w jej obrębie należy do plemienia Boechereae. Jest blisko spokrewniony z rodzajami Boechera i Phoenicaulis.